# امگا آئریال رفولدینگ سرویسز
امگا آئریال رفولدینگ سرویسز (به انگلیسی: Omega Aerial Refueling Services) یک شرکت هواپیمایی است. دفتر مرکزی امگا آئریال رفولدینگ سرویسز در سان آنتونیو، ایالات متحده آمریکا واقع شده‌است و قطب این شرکت هواپیمایی در فرودگاه بین‌المللی سن آنتونیو قرار دارد.